# Lüssow (Gützkow)
Lüssow (pol. Lusów) – dzielnica miasta Gützkow w Niemczech w kraju związkowym Meklemburgia-Pomorze Przednie, w powiecie Vorpommern-Greifswald, w Związku Gmin Züssow. Do 31 grudnia 2009 samodzielna gmina.